# Madona de Krużlowa
La Madona de Krużlowa (en polaco: Madonna z Krużlowej) es una escultura de la Virgen María con el Niño Jesús. Fechada en torno a 1410, la obra recibe esta denominación por proceder de la aldea de Krużlowa Wyżna, en Małopolska (Polonia), lugar en el que estuvo ubicada hasta 1899, año en que fue adquirida por el Museo Nacional de Cracovia, donde se conserva actualmente.
El autor de la obra resulta desconocido. Del mismo modo, no se conoce con exactitud su procedencia original ni el momento en que fue creada, aunque generalmente se data a comienzos del siglo xv. Pese a que es posible que la talla no fuese elaborada para ser destinada al culto religioso, la misma constituyó la decoración principal del retablo mayor de una de las iglesias de Cracovia.

## Historia

### Origen
Los primeros registros documentales de la imagen están fechados en 1607 y 1766. Es posible que la talla llegase a Krużlowa gracias a Jan Pieniążek, dueño de la aldea a principios del siglo xvii. Pese a que la imagen recibe el título de Madona de Krużlowa, su destino inicial no pudo ser la actual iglesia de la aldea homónima, ya que la talla es al menos 115 años más antigua que el templo, aunque se conoce la existencia de una parroquia ya en el siglo xiv, tal y como figura en una anotación histórica de 1335 en la que consta el pago de un impuesto por parte de la parroquia de Krużlowa a la Santa Sede, por lo que debió existir un templo anterior al actual. En 1370, dos hombres, Jesco y Niczco, se convirtieron en los herederos de Krużlowa, siendo posible que ambos financiasen la escultura, si bien se desconoce cuánto tiempo vivieron en la aldea y cuándo la misma pasó a ser el lugar de asentamiento de la poderosa familia Pieniążek. Se sabe que Prokop Pieniążek vivió en Krużlowa en 1437, por lo que resulta plausible que la estatua llegase a la aldea por disposición suya, aunque varios argumentos rechazan Krużlowa como destino original de la imagen, ya que se cree que una obra de semejante envergadura debía estar destinada a un templo de mayor importancia en Cracovia, además de por el hecho de que la imagen no llegó a Krużlowa hasta el siglo xvii.
La siguiente prueba de la presencia de la escultura en Krużlowa data de 1889, durante un viaje cultural realizado por los pintores Władysław Łuszczkiewicz y Stanisław Wyspiański, siendo este último quien constató mediante un dibujo la presencia de la escultura en una capilla lateral de la iglesia parroquial de Krużlowa (anteriormente la talla había estado ubicada en el retablo mayor). La imagen fue trasladada con posterioridad a la entrada y, finalmente, al desván del templo, donde quedó abandonada (este último traslado se debió al deterioro provocado por el ataque de escarabajos de la corteza y al abultamiento del volumen de la estatua debido a la presencia de al menos tres capas de pintura al óleo, ya que era frecuente que la policromía de la imagen se eliminase mediante lijado cuando la pintura empezaba a desprenderse, sometiéndose la pieza a un nuevo proceso de pintado). En 1899, durante el acometimiento de labores de restauración en la iglesia, la talla pasó a ser propiedad del Museo Nacional de Cracovia. Ubicada inicialmente en el Sukiennice, la estatua pasó a ser custodiada desde 1924 en la Torre del Ayuntamiento.

### Segunda Guerra Mundial
La imagen fue confiscada por los alemanes en 1940. No se sabe con exactitud cómo fue descubierta la talla después de la guerra, puesto que el Museo Nacional aporta dos versiones, ninguna de ellas confirmada: la primera sostiene que la estatua fue hallada en 1945 en un depósito en el Castillo de Wawel, mientras que la segunda, tomada de un relato oral del profesor Charles Estreicher (dedicado a la recuperación de obras de arte requisadas por los alemanes durante la Segunda Guerra Mundial), afirma que la escultura fue encontrada en la residencia de un alto dignatario nazi cerca de Múnich. Según esta última versión, Estreicher podría haber sido un testigo ocular o posiblemente el responsable de la recuperación de la Madona de Krużlowa. Sin embargo, la primera versión asegura que la obra permaneció en el despacho de Hans Frank en Wawel durante la guerra, lo que resulta más probable. En los años 1942 y 1943, un alemán de nombre Kneisel realizó una restauración completa de la escultura de una forma extremadamente profesional para los estándares de la época; protegió la madera contra la carcoma y procedió a policromar nuevamente la talla, a excepción de las carnaciones de la Virgen y el Niño Jesús.

## Descripción

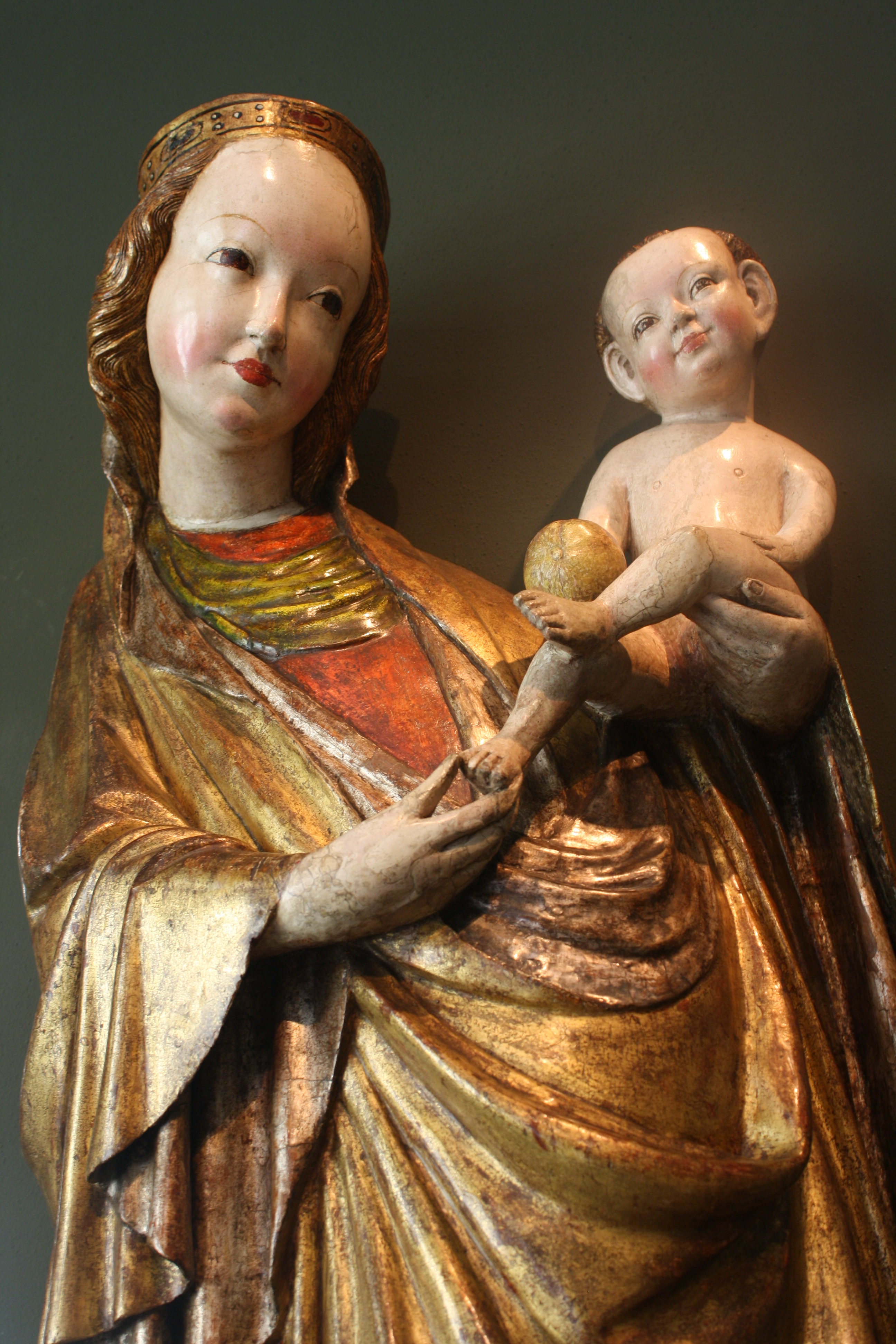
Detalle de la mitad superior.

La estatua está realizada en madera de tilo y posee una altura de 119 centímetros. De madera maciza en la parte delantera y hueca en la parte posterior, la Madona fue concebida para ser vista de frente y de ambos lados. Con 18 centímetros de profundidad, la obra muestra a la Virgen María sosteniendo en su brazo izquierdo al Niño Jesús, quien figura desnudo y sujetando una manzana. Destaca el hecho de que ambos rostros se hallen prácticamente a la misma altura así como las similitudes entre ambos (frentes despejadas, mejillas redondas, cejas finas e idénticos ojos, labios y sonrisa).
María, en un pronunciado contrapposto, está vestida con prendas ricamente drapeadas (una túnica, un manto y una tela sobre el pecho), resultando muy característica la caída del manto y la formación de los pliegues. Con un escote profundo, la imagen deja parte de la túnica al descubierto, cuya caída se ajusta plenamente a los pliegues del manto (esta misma disposición de pliegues se repite en las mangas, donde se forman festones). Tanto la nitidez como la profundidad de los drapeados aumentan de forma notable si la estatua es observada desde arriba, lo que crea a su vez ilusión de profundidad y tridimensionalidad, la cual disminuye en la parte posterior, escasamente trabajada.

## Análisis
La Virgen María aparece representada como la Madre del Salvador y la Nueva Eva, lo que la vincula a las disputas de los teólogos sobre la intervención de la Virgen en la salvación de la humanidad. La literatura asocia a menudo este concepto iconográfico con las bellas Madonas, principalmente por la elevada calidad artística, el lirismo, la elegancia y la idealización de los personajes. No obstante, la Madona de Krużlowa posee varios rasgos diferenciadores con respecto a las bellas Madonas; está realizada en madera en vez de en piedra y no es una obra totalmente trabajada, además de que la pieza no estaba destinada a ser venerada por separado, como sí lo estaría una bella Madona, sino que fue concebida para formar parte de un conjunto, muy probablemente un retablo.

## Fecha, procedencia y autoría
Actualmente resulta imposible precisar la fecha en que fue creada la obra. Generalmente se asume que la talla fue elaborada a principios del siglo xv, entre 1420 y 1430, aunque se suele fechar en torno a 1410. Igualmente, tampoco se puede constatar dónde fue realizada, aunque se han planteado varias hipótesis: una de ellas afirma que pudo haber sido elaborada en Cracovia, descartándose que sea producto del arte popular; también existe la posibilidad de que proceda de Nowy Sącz o Spiš, con una posible influencia checa. Respecto al autor, se asume que pudo haber sido uno de los múltiples tallistas del denominado estilo bello.

## Exposiciones
La Madona de Krużlowa fue exhibida desde 1947 hasta 1994 en la Casa Szołayski (actual sede del Museo Stanisław Wyspiański), mientras que de 1995 a 2007 se custodió en Wawel y en otros edificios medievales como parte de la exposición Arte más valioso que el oro. Desde octubre de 2007, la talla se exhibe en la Antigua Galería de Arte Polaco de los siglos xii-xviii en el Palacio del Obispo Erazm Ciołek, parte del Museo Nacional.
En 1958, la Madona estuvo en la exposición universal de Gante, Bélgica, donde ganó una medalla de oro en la exhibición La edad de oro de las ciudades en la Europa medieval, viajando en 1961 a Burdeos, Francia. En 1986 formó parte de la exposición Polonia Jaguelónica en Schallaburg, Austria, mientras que de febrero a marzo de 1987 se exhibió en el Castillo Real de Varsovia.